# Ernst Oppler

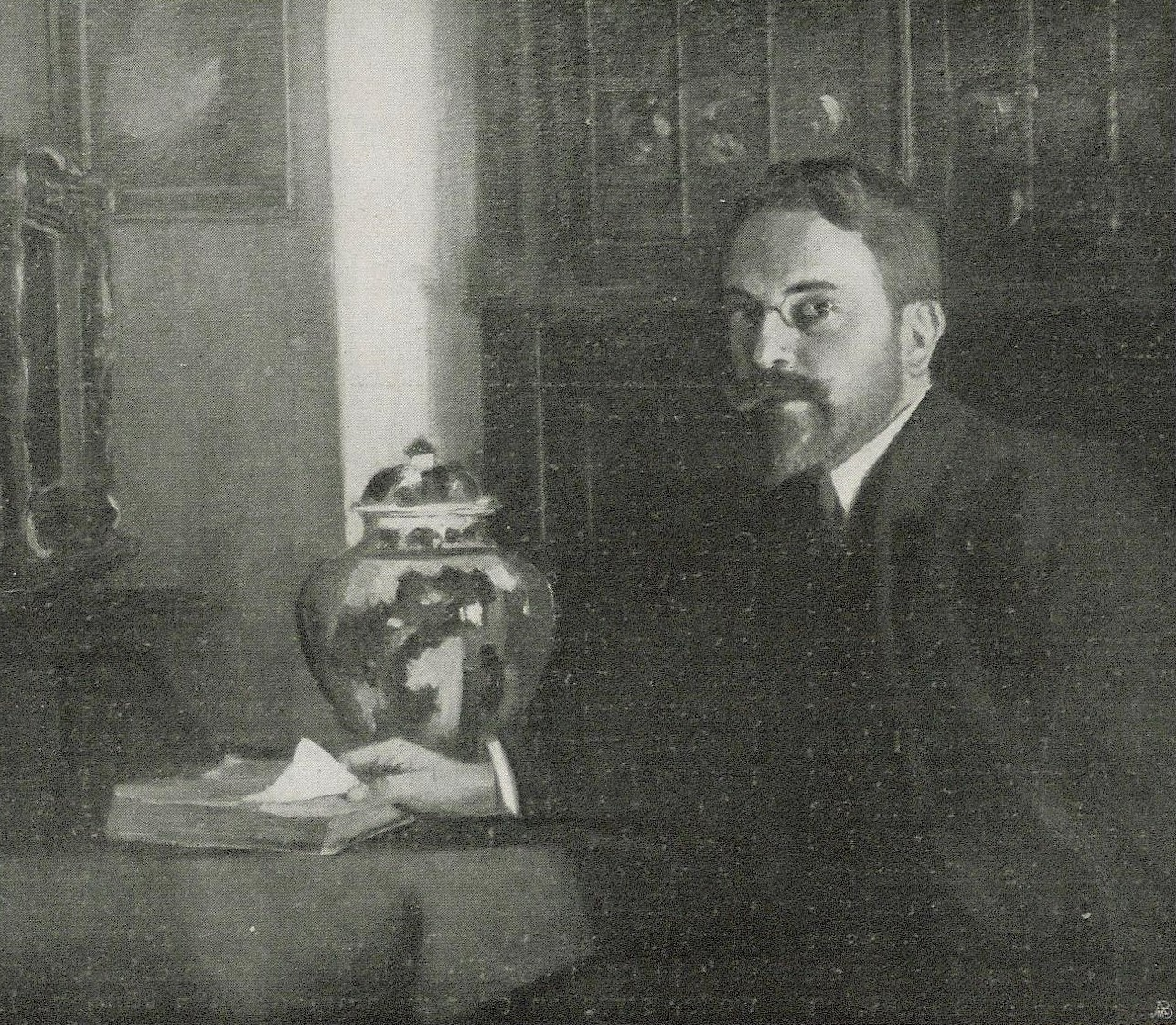
Selbstbildnis 1903 (Israel Museum, Jerusalem)

Ernst Oppler (geboren am 9. September 1867 in Hannover; gestorben am 1. März 1929 in Berlin) war ein Maler und Grafiker des deutschen Impressionismus.
Sein Schaffen ist für den Übergang von der Kunst des 19. Jahrhunderts hin zur Klassischen Moderne zur Zeit des Wilhelminismus und der Weimarer Republik kennzeichnend. Er war frühes Mitglied der Berliner Secession und bereicherte diese als Porträtist (auch mit zahlreichen Selbstporträts) und als Radierer. Er gilt zudem durch seine 1909 einsetzende Begeisterung für das russische Ballett als bedeutendster deutscher bildkünstlerischer Chronist des Bühnentanzes im 20. Jahrhundert.

## Leben

### Ausbildung und frühe Jahre
Ernst Oppler wuchs im Umfeld einer großbürgerlichen jüdischen Familie Hannovers auf. Sein Vater war der Architekt Edwin Oppler, der zahlreiche Gebäude der Stadt entworfen hatte; er starb, als Ernst elf Jahre alt war. Seine Mutter war Ella Oppler, geb. Cohen (1843–1912). Ernst Oppler hatte drei jüngere Brüder: den späteren Bildhauer Alexander Oppler (1869–1937), den späteren Arzt Berthold Oppler (1871–1943) sowie den späteren Rechtsanwalt und Notar Siegmund Oppler (1873–1942). Seine Cousine war die Designerin Else Oppler-Legband.

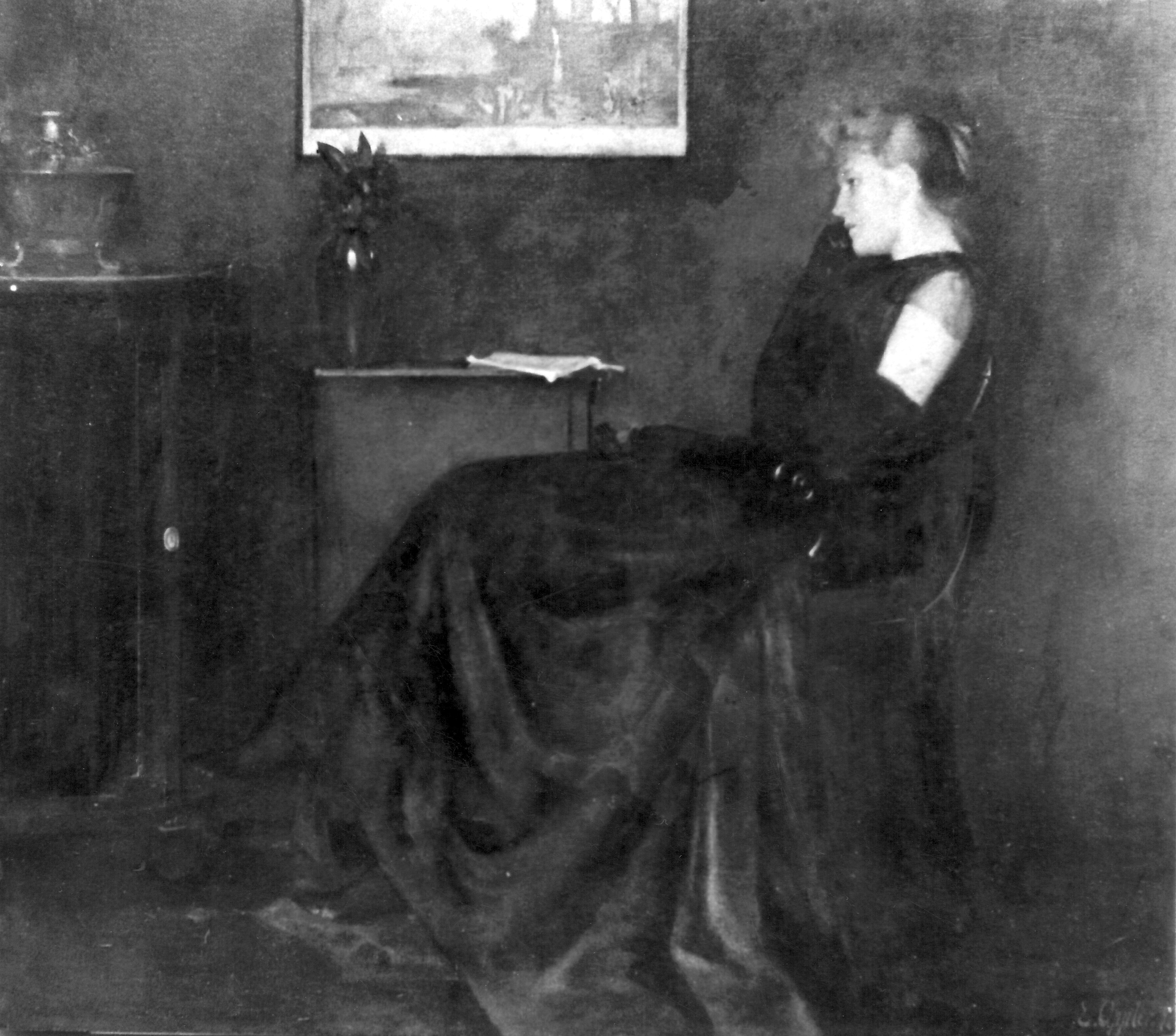
Träumerei, 1892 (verschollen)

Ernst Oppler zog im Sommer 1886 zum Studium an der Akademie der Bildenden Künste nach München. Erst besuchte er als Vorbereitung die Malschule von Paul Nauen. In die Akademie wurde er am 18. Oktober 1886 aufgenommen, am selben Tag wie sein späterer Secessions-Kollege Lesser Ury, und studierte ab dem Wintersemester 1886/87 bei Nikolaus Gysis, Ludwig von Löfftz und Karl Raupp. Zusätzlich nahm er Unterricht an der privaten Zeichenschule von Heinrich Knirr. Bereits 1892 erwarb Prinzregent Luitpold von Bayern das Gemälde Träumerei für seine Sammlung; im folgenden Jahr wurde Oppler auf der Weltausstellung in Chicago ausgezeichnet.
Opplers Frühwerk zeigt noch deutlich die akademischen Einflüsse der Münchener Schule. Wohnhaft war Oppler in München seit 1892 in der Adalbertstraße Nr. 6 und bezog später eine Wohnung in der Giselastraße Nr. 5, ein Haus neben Lovis Corinth, der in Nr. 7 lebte. Es ist davon auszugehen, dass Oppler in den Künstlerkreisen Schwabings verkehrte, etwa im Freundeskreis von Franziska zu Reventlow. Als Mitglied der Freien Vereinigung der XXIV stellte er 1893 auch erstmals in Berlin in der Galerie Eduard Schulte aus.
Ende des 19. Jahrhunderts zeichnete sich ein Bedeutungsverlust der beiden führenden Kunstakademien München und Paris ab. Anders als viele seiner Zeitgenossen zog Oppler nicht nach Paris, sondern 1894 nach London, wo er bis 1897 blieb. Wenngleich diese Stadt und deren Vorstädte die negativen Folgen der Industrialisierung zu spüren bekommen hatten, bevorzugte es Oppler, im wohlhabenden Westen der Stadt (Maida Hill, Kensington und Chelsea) Quartier zu beziehen. Dort erlernte er das Radieren nach seinem Vorbild, dem Maler James McNeill Whistler, und wurde bei einem zweiten Aufenthalt in London auf dessen Einladung 1898 Mitglied der International Society of Sculptors, Painters and Gravers. Whistler stand auch Porträt für eine Studienreihe von Oppler. Der englische Einfluss wurde charakteristisch für sein Werk als Radierer.
1895 wurde Oppler Mitglied der Münchener Secession und bald Mitglied der Berliner Secession, was auf das Engagement Max Liebermanns zurückging. Ab 1895 wurden Opplers Werke auf sechs Biennalen in Venedig gezeigt. Auf der großen Kunstausstellung 1901 im Glaspalast wurde von der Münchener Secession Opplers Der Brief gezeigt, der noch deutlich biedermeierliche Züge trägt. „Die angenehmen Eigenschaften der Opplerschen Art und sogar eine persönliche Note liess ein genrehaftes Interieur ‚Der Brief‘ am besten zur Geltung kommen“ schrieb die Die Kunst für alle. Ein Jahr später wurde das Werk vom Kestner-Museum in Hannover angekauft.

### Zeit in den Niederlanden und Nordfrankreich
1901 zog er ins kleine niederländische Dorf Sluis und widmete sich u. a. der Landschaftsmalerei. Auf der Düsseldorfer Ausstellung 1902 zeigte er das Gemälde Musik (ein Thema, das später in seinem Werk eine größere Rolle einnahm). Zwischen 1901 und 1905 wandelte sich sein Malstil unter dem Einfluss der Pleinair-Methode in der Farbgebung stetig von einer gedämpften Tonmalerei zu einer farbintensiveren Lichtmalerei, die fast abstrakte Züge annimmt. Während dieser Zeit hatte er auch engen Kontakt mit Paul Baum, der ebenfalls als impressionistischer Freiluftmaler in den Niederlanden arbeitete. Er begegnete u. a. Emil Pottner und Konrad von Kardorff, die zu Besuch nach Sluis kamen. Anschließend reiste Oppler ins nordfranzösische Dieppe, (wo zuvor schon Carl Spitzweg und Frits Thaulow gemalt hatten) und malte vornehmlich Strandszenen. Ausflüge unternahm er auch nach Belgien. Anfang 1904 fand in Brüssel die belgische Kunstausstellung statt, welche den Titel Exposition des peintres impressionnistes trug. Aus Deutschland wurden nur Werke von Hans von Bartels, Eugen Kampf und Ernst Oppler gezeigt. Zur großen Kunstausstellung in Dresden zeigte Oppler sein Selbstbildnis, das ihn in seiner Eigenschaft als jungen Kunstsammler zeigt, auf der Künstlerbund-Ausstellung der Münchener Sezession neben einem Stillleben das Damenporträt Auf der Terrasse (Portrait der Miss B.).

### Berliner Jahre

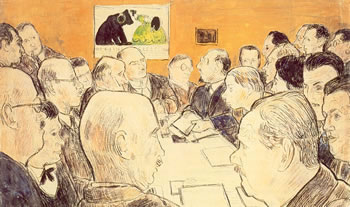
Oppler auf einer Sitzung der Secession (hinten Mitte zwischen Lovis Corinth und Emil Orlik), Zeichnung von Erich Büttner, 1921

1904 zog er auf Empfehlung von Paul Baum nach Berlin und wurde schnell in der Berliner Kunstszene bekannt. In Deutschland zurück war er der wohl erste Freiluftmaler. Vorerst kehrte er zur akademischen Malerei zurück und kombinierte sie mit einer impressionistischen Pinselführung. Die freie farbintensive Phase wich mit der Zeit strengeren Formen, Oppler wurde nun auch zu einem gefragten und angesehenen Porträtisten. Bereits 1905 war er Jurymitglied der Secession und beteiligte sich auch an der Nordwestdeutschen Kunstausstellung in Oldenburg. Diese wurde im Nachhinein als „opulente Gesamtschau der zeitgenössischen Kunst um 1900“ betrachtet (und wurde 100 Jahre später in einer Rekonstruktion wieder gezeigt). Zur großen internationalen Kunstausstellung 1907 in Mannheim (aus der die Kunsthalle Mannheim hervorging) zeigte Oppler sehr tradierte Interieurs mit Bauernmädchen, die von der Kunstkritik sehr gelobt wurden. Anders als seine Secessionkollegen war Oppler kein klassischer Landschafter in der Tradition der Romantik, für ihn stand eher das bürgerliche Leben im Vordergrund, sei es auf dem Land oder in der Stadt. Natur ordnet sich der von Menschen kultivierten Landschaft unter.
Gleichzeitig bewährte sich Ernst Oppler als Radierer. Als Hermann Struck 1908 sein Werk Die Kunst des Radierens herausbrachte, zeigte er darin Arbeiten von Oppler als zeitgenössisches Pendant alter Meister. Max Landsberg entwarf 1910 für ihn und seinen Bruder die Villa Oppler im Grunewald, Oppler verfügte auch über eine Atelierwohnung in der Kurfürstenstraße. Einrichtungsgegenstände daraus, darunter eine Vitrine mit chinesischem Porzellan, tauchen auf seinen Bildern auf.

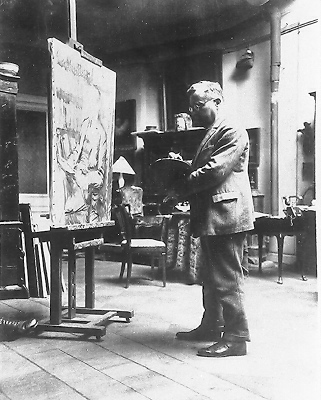
Ernst Oppler in seinem Atelier in der Kurfürstenstraße beim Porträtieren von Werner Sombart, 1926

Oppler war neben dem Kunsthändler Paul Cassirer und dem Maler Max Liebermann einer der Protagonisten der Berliner Sezession und beteiligte sich bis 1912 regelmäßig an deren Ausstellungen. Auf der 20. Ausstellung der Secession wurde das Werk „Tennismatch in Westende“ gezeigt. Allgemein bereicherte Oppler die Secession auch um Radierungen und Lithographien. Auch während des Ersten Weltkrieges gehörte Oppler, neben Corinth und Eugen Spiro, zu denen, die den Stammtisch der Secession in einer kleinen Bierkneipe am Wittenbergplatz regelmäßig besuchten. 1911 kam es zum Bremer Künstlerstreit, Oppler gehörte zu den Unterzeichnern der „Antwortschrift“.
Ab 1909/1910 skizzierte und radierte er viele Darstellungen des populären Russischen Balletts. Seine Eindrücke von den Tanzaufführungen hielt Oppler unmittelbar während der Theaterbesuche fest, wofür er einen speziellen beleuchteten Zeichenstift erfand, der ihm das Skizzieren seiner Eindrücke von der Bewegung im abgedunkelten Zuschauerraum ermöglichte. Auf dem Gebiet der Darstellung von Ballettszenen wurde er der bedeutendste deutsche Chronist des künstlerischen Tanzes. Später rekonstruierte und konkretisierte er seine skizzierten Momenteindrücke von bewegten Figuren in Zeichnungen, Radierungen, Lithographien, Aquarellen und Gemälden. Ausdrucksstark waren die malerischen Tonwerte seiner Radierungen, die er durch flächige Aquatintakörnung und Weichgrundätzungen erzeugte. Diese Technik ermöglichte ihm ein breites Spektrum an Hell-/Dunkelwerten. Ernst Oppler blieb zeitlebens ein distanzierter, leidenschaftlicher Beobachter und kultivierter Ästhet des Balletts, dies brachte ihm den Spitznamen der Tanzmaler ein. Anders als Edgar Degas, der zuvor schon namenlose Ballerinen in der Pause, beim Training, Schnüren der Ballettschuhe und Verbeugen dargestellt hatte und als Ballettmaler galt, eigentlich aber nur ein Genre festhielt, stand bei Oppler die tänzerische Bewegung selbst, das jeweilige Ballettwerk und der individuelle, meist prominente Künstler im Vordergrund (Anna Pawlowa, Tamara Karsavina, Vaslav Nijinsky u. v. a.). Bald wurde Oppler explizit eingeladen, bei den Proben und Aufführungen zu zeichnen, dadurch sind beispielsweise Proben mit Richard Strauss in Paris durch Zeichnungen und Radierungen dokumentiert.
Im Jahr 1913 kam es zu Spannungen innerhalb der Secession. Das Werk Beratung im Atelier wurde von der Kunstkritik als Hinweis auf die Situation gedeutet. Tatsächlich waren die dargestellten Personen Struck, Emil Pottner, Ernst Bischoff-Culm, Max Neumann und Herrstein neben Corinth jene Mitglieder, die der Secession treu blieben. Oppler verhielt sich loyal, verzichtete jedoch zukünftig auf die Teilnahme an den Jahresausstellungen der inzwischen dem Expressionismus zugewandten Berliner Secessionisten. Er blieb weiterhin aktiv und wurde in den Vorstand gewählt. Ein Foto zeigt ihn zwischen Lovis Corinth und Emil Pottner in einer Jury sitzend.

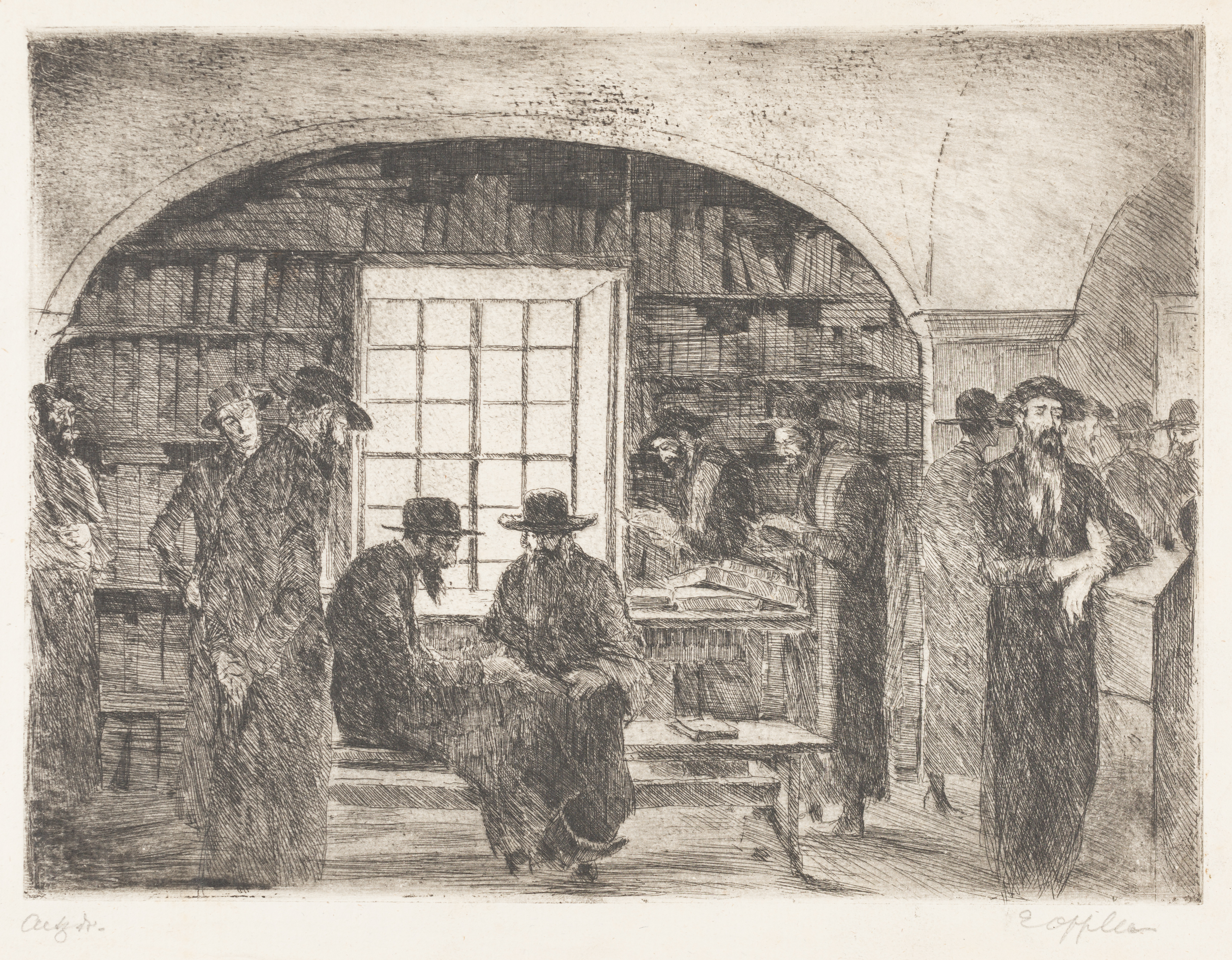
Kleine Synagoge in Munkacs, Radierung 1915

Ende 1914 wurde Oppler zum Kriegsdienst eingezogen. Anfangs an der Westfront, wurde Oppler 1915 an die Ostfront versetzt. Dort kam er in Kontakt mit dem traditionellen Judentum, das ihm als assimilierten Juden einerseits fremd erschien, andererseits auch sein Interesse weckte. Ende 1915 nach Berlin zurückgekehrt verarbeitete er die Erlebnisse in Radierungen und Gemälden, darunter in dem Mappenwerk Hinter der Front der Kaiserlich Deutschen Armee, welches 1916 auch in der amtlichen Deutschen Kriegsausstellung gezeigt wurde.
1916 zeigte das Kestner-Museum in Hannover eine umfangreiche Retrospektive des graphischen Werks von Oppler. Dabei wurden Arbeiten im Zusammenhang mit Musik und Ballett gezeigt, aber auch kritische Werke von Kriegszerstörungen in Lille und der Ostfront. Am 2. Juli 1917 wurde Oppler in den Vorstand der Secession gewählt. Nachdem sein Bruder Alexander Oppler ein Haus in Niendorf am Meer gekauft und dort ein Atelier eingerichtet hatte, malte Ernst Oppler dort ländliche und landschaftliche Motive. Er verbrachte den Sommer 1918 in Niendorf, musste jedoch aufgrund von Spannungen in der Secession seinen Aufenthalt abbrechen.
Die Umstände zum „Fall Oppler“ sind nicht bekannt; überliefert ist, dass Lovis Corinth sich dafür einsetzte, das Unrecht gegen Oppler zu beseitigen. Wegen der Mitwirkung an der Totenfeier für Rosa Luxemburg und Karl Liebknecht 1919, auf welcher Paul Scheinpflug bei dem von ihm geleiteten Blüthner-Orchester die Trauermärsche aus Beethovens Eroica und Wagners Götterdämmerung dirigiert hatte, wurde dieser in der Presse heftig angegriffen. Oppler sah darin einen Angriff auf die künstlerische Freiheit und gehörte mit anderen Künstlern wie Max Reinhardt oder Käthe Kollwitz zu den Unterzeichnern einer öffentlichen Erklärung.
Ernst Oppler war eine bekannte Person des öffentlichen Lebens in Berlin. Im Haus des Architekten Otto Bartning begegnete ihm Eduard Plietzsch, der Assistent Wilhelm von Bodes an den Berliner Museen. Plietzsch schrieb über ihn: „Oppler, ein kühlkorrekter Herr, und ich, wir waren uns gegenseitig tief unsympathisch. Wir wußten das auch. Da wir uns aber im gesellschaftlichen Verkehr Berlins, in Ateliers, bei Eröffnungen von Kunstausstellungen und bei anderen Gelegenheiten immer wieder trafen, so wahrten wir bei den häufigen Begegnungen, Begrüßungen und sachlichen Gesprächen die ausgesucht höflichsten Manieren und angenehmsten Formen. Auf diese Weise bin ich mit Oppler, der mich ebensowenig ausstehen konnte wie ich ihn, bis an sein Lebensende reibungsloser und freundlicher ausgekommen als mit manchem guten Kameraden, vor dessen Temperamentsausbrüchen man ständig auf der Hut sein mußte.“
Ernst Oppler wurde auch auf Leni Riefenstahl als Darstellerin des modernen Tanzes aufmerksam und porträtierte sie. Ein Foto von 1921 zeigt ihn gemeinsam mit seinem Kollegen Leo von König und den Tänzerinnen Riefenstahl und Elisabeth Grube.

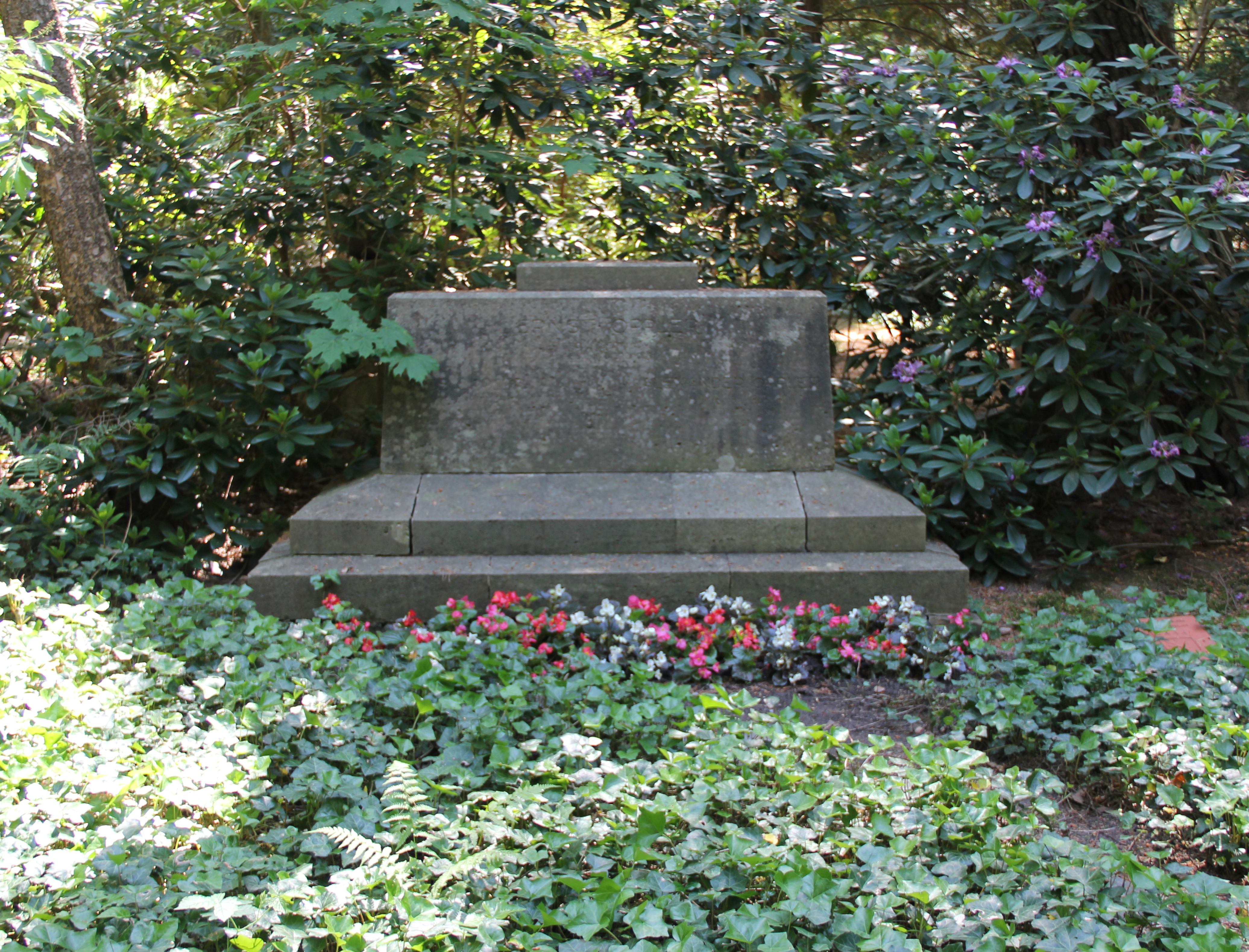
Ehrengrab, Thuner Platz 2–4, in Berlin-Lichterfelde

Bis zu seinem Tod im Alter von 61 Jahren lebte Oppler in Berlin. Er wurde auf dem Parkfriedhof Lichterfelde bestattet; das Grab besteht heute noch als Ehrengrab der Stadt Berlin. Auf dem Grab befand sich mutmaßlich eine Plastik von Alexander Oppler.

### Nachlass
Wie schon sein Vater war auch Ernst Oppler ein passionierter Kunstsammler. Nach seinem Tode wurde seine Sammlung am 28. Mai 1929 versteigert. Sie umfasste vornehmlich Kunst des 18. Jahrhunderts.
Ein weiterer Teil mit fernöstlicher Kunst wurde vom 11. bis 14. Juni 1929 in Amsterdam versteigert.
Wenngleich Werke von Oppler nach 1933 noch auf dem Kunstmarkt auftauchten, ist in mindestens einem Fall die Beschädigung eines Werks belegt. Die Leinwand von der Dame in Schwarz vor einer Vitrine wurde im Bereich der Augen durchstoßen, mutmaßlich durchschossen.
Karl Schwarz bekam für die Einrichtung des Jüdischen Museums in Berlin Werke Ernst Opplers von der Familie gestiftet, das Museum wurde jedoch 1938 geplündert. Als 16 Gemälde von Oppler aus diesem Bestand nach 1945 auftauchten, wurden diese nach Israel gebracht, fünf davon sind Bestandteil der Sammlung des Israel-Museums. Ein weiterer Teil des Nachlasses gelangte über die Nichte Opplers in die USA und von dort als Stiftung an das heutige Foosaner Art Museum in Florida. Der dritte und umfangreichste Teil des Nachlasses befand sich beim Bruder Berthold Oppler, der sich selbst tötete, um der Deportation und dem Holocaust zu entgehen. Dessen Ehefrau verkaufte den Nachlass nach 1945. Dieser Teil befindet sich heute im Deutschen Tanzarchiv Köln.
Ernst Oppler war (wie sein Bruder Alexander) Mitglied im Deutschen Künstlerbund.

## Rezeption

### Zeitgenössische Resonanz
Werke von Oppler wurden auf sehr vielen Ausstellungen sowohl der Münchener als auch der Berliner Secession gezeigt und bekamen gute Kritiken. Das Werk Näherin gehörte zu jenen der Münchner Secession, die vom Prinzregenten angekauft wurden. Auch entschied sich der preußische Staat, Werke von Oppler anzukaufen und diese als Vertreter der neuen künstlerischen Strömungen in Museen auszustellen.
1917 erschienen einige positive Rezensionen, darunter von Paul Erich Küppers über die Radierungen von Oppler. Im selben Jahr wurde zum Anlass seines 50. Geburtstags eine ironisierende Schmähschrift im Kunstblatt veröffentlicht, in welcher sich der anonyme Verfasser (vermutlich der den Expressionismus fördernde Herausgeber Paul Westheim) darüber beklagt, dass der 50. Geburtstag Opplers mehr Aufmerksamkeit in der Nachrichtenpresse gefunden hat als kurz zuvor der 50. Geburtstag von Emil Nolde.
Ein Kritiker der Ausstellung bei Fritz Gurlitt im Jahr 1925 schätzte Opplers Werk zu jenem Zeitpunkt schon als veraltet ein und setzte es französischen Impressionisten gleich, was vermutlich vor dem Hintergrund des Expressionismus und der neuen Sachlichkeit als aktuellerer Strömungen so gesehen wurde.

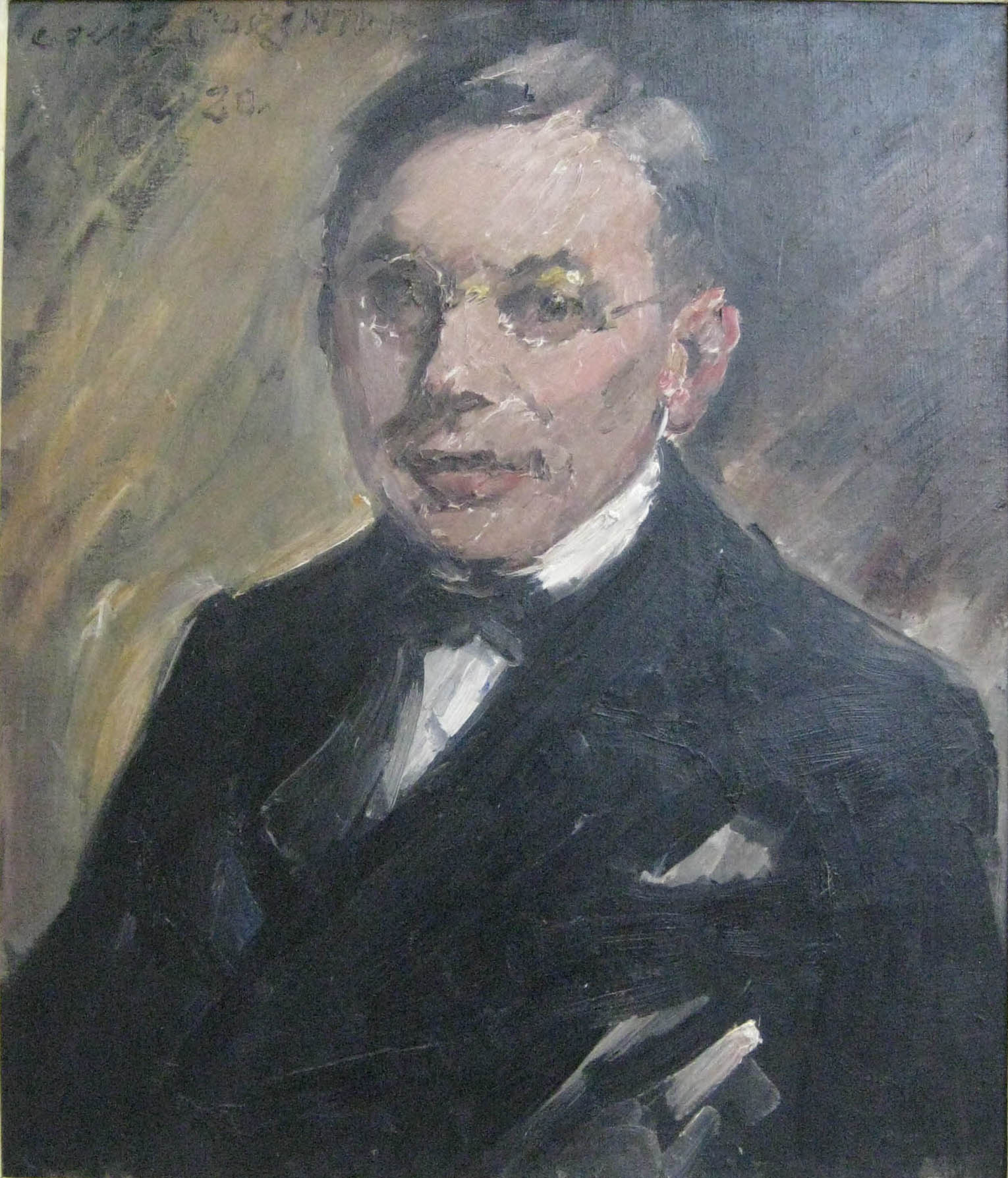
Lovis Corinth: Porträt Ernst Oppler, 1920, Neue Galerie (Kassel)

Zu Lebzeiten Opplers befanden sich Radierungen gerade im Auftrieb: Hintergrund war der Erfolg des Buchs Die Kunst des Radierens von Hermann Struck, das neben Altmeistern wie Dürer und Rembrandt ab der dritten Auflage von 1919 auch die jungen Meister wie Kokoschka, Liebermann und Oppler würdigte. Das Sammeln von Radierungen trat aus dem Schatten hervor, nur eine billige Variante des Sammelns von Gemälden zu sein.
Irene Harand lieferte eine Kurzbiografie von Oppler im Abschnitt Famous Jewish Artists in der englischen Ausgabe von 1937 ihres Werks Sein Kampf. Eine Antwort auf Hitler.
Ruth Herskovits-Gutmann schrieb, wie ein Selbstporträt Ernst Opplers nach der „Reichskristallnacht“ in deren Wohnung in Sicherheit gebracht wurde; das Gemälde hatte eine besondere Rolle, wurde doch der Blick als eine Reaktion auf das erlebte Leid empfunden.
Vor allem während des Zweiten Weltkriegs, als viele seiner Gemälde von den Nationalsozialisten als „Entartete Kunst“ klassifiziert worden waren, gingen eine Reihe von Bildwerken verloren oder wurden zerstört. In der Lost-Art-Datenbank sind etwa ein Dutzend Werke als vermisst gemeldet, darunter eines aus der Sammlung Curt Glaser. Das Werk Praeludium, welches als Postkarte große Verbreitung fand, wurde zuletzt 1945 in Breslau gesichtet.
Einerseits war Ernst Oppler selbst ein angesehener Porträtist, andererseits wurde er selbst mehrmals von anderen Künstlern porträtiert, beispielsweise auf einem Gemälde von Lovis Corinth, einer Büste angefertigt von seinem Bruder Alexander Oppler (und fotografiert von Hermann Boll) und je einer Fotografie von Yva und Abraham Pisarek.

### Aktuelle Wahrnehmung
Bedingt durch die systematische Verfemung jüdischer Künstler im „Dritten Reich“, Beschlagnahmung der Werke in öffentlichen Museen und Verfolgung der Familienangehörigen (Nachlass) war der einst sehr bekannte Impressionist in Deutschland in Vergessenheit geraten. Wiederentdeckt wurde er von dem Ballettmeister Peter Roleff, der Ausstellungen zumindest von Opplers tanzbezüglichen Werken 1959/1960 in München, Hamburg und Hannover sowie 1977 in Berlin anregen konnte. Ab den späten 1960er Jahren wurden Radierungen und Gemälde wieder gelegentlich in Ausstellungen in Deutschland gezeigt, darunter 1968 im Rheinischen Landesmuseum Bonn und 1975 im Münchener Stadtmuseum. Die erste museale Einzelausstellung der jüngeren Zeit wurde 1984 im Niedersächsischen Landesmuseum in Hannover gezeigt. Zum 150. Geburtstag 2017 widmete das Deutsche Tanzarchiv Köln Ernst Oppler eine Gedächtnisausstellung mit einer Monographie und diversen Veranstaltungen im Rahmenprogramm.
Cecil Roth sieht die Radierungen als wichtigsten Beitrag Opplers zum deutschen Impressionismus.
Wenngleich Oppler nur sporadisch seine Heimatstadt Hannover besuchte, bezeichnete ihn Ines Katenhusen 1998 als „während der Ära Tramm einer der beliebtesten Künstler der offiziellen Kunstszene Hannovers.“
Regelind Heimann schrieb über zwei Werke von Oppler 2013: „Opplers Malerei stürmte nicht gen Himmel und stieß nicht verschlossene Tore auf, […] ihr Generalnenner war die Sicherheit eines zarten Geschmacks, der aus einer echten, ererbten Kultur des geistigen und sinnlichen Lebens floß.“ weiterhin: „Kein ungestümer junger Wilder demonstriert hier seine expressive Vision, sondern ein arrivierter, erfahrener Künstler spricht in der Sprache des Aufbruchs in die Moderne.“ Susanne Altmann bewertet im art-Magazin die Hinwendung von Max Pechstein und Ernst Oppler zur Populärkultur der Bühne: „Die Grenzen zwischen hoher Kunst und Trivialkultur verschwimmen hier unter einem Tränenflor. Wischt man sich denselben aus dem Augenwinkel, so gelingt ein klarer Blick auf Bildzyklen von Max Pechstein […] oder Ernst Oppler. Die hatten sich Anfang des 20. Jahrhunderts von einem Ballett zum Klavierzyklus "Carnaval" mitreißen lassen.“

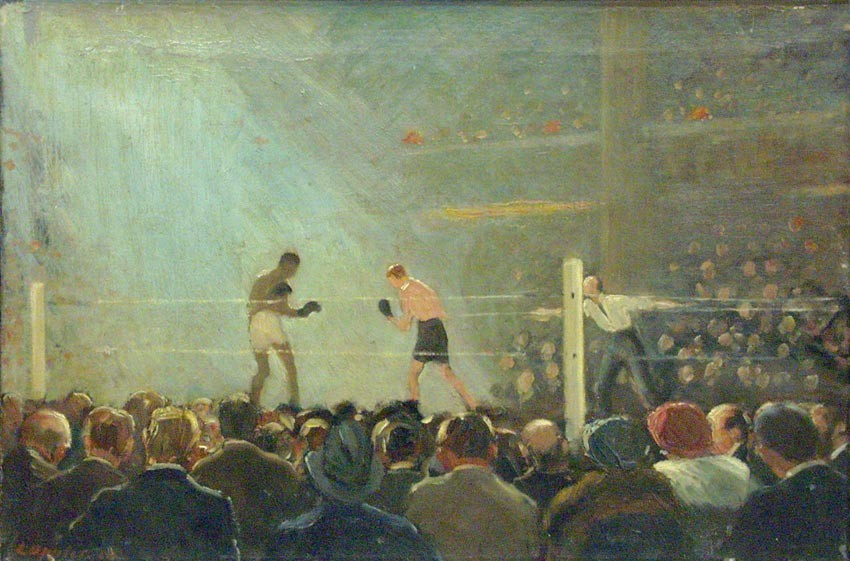
Boxkampf (im Berliner Sportpalast) 1920. Israel Museum, Jerusalem

Ein besonderes Interesse wird heute auch Opplers Vorliebe für Sportmotive wie Boxen, Rudern, Polo oder Tennis entgegengebracht. Dorothee Hansen stellt im Vergleich mit dem 20 Jahre älteren Max Liebermann fest, dass Oppler die Darstellung der Zuschauer als Menschenmenge wichtig ist. Trotzdem zeige Oppler im Gegensatz zu Liebermann und anderen „hier eher die sportliche Seite des Tennis“. In der 52. Ausstellung der Berliner Secession 1927, die unter dem Titel Sport ausgerichtet wurde, war Oppler mit zehn Werken vertreten und profilierte sich dadurch „als der engagierteste deutsche Maler sportlicher Motive, der dem Thema auch in den 1920er Jahren verbunden blieb.“ Hansen fasst zusammen: „In Opplers Bildern blicken die Zuschauer gebannt auf die Spieler oder Ruderer; der Sport ist nicht nur Kulisse für gesellschaftlichen Austausch, sondern fesselt das Publikum, das […] viel größeren Platz im Bild beansprucht als die Sportler selbst.“ Als Beweis für Opplers zeitgemäßes Interesse am Sport noch Anfang der 1920er Jahre gilt seine Auseinandersetzung mit dem Boxen, die er in einem Gemälde (das sich bis zur Schließung durch die Nationalsozialisten 1938 im Jüdischen Museum in Berlin befand), einer Radierung und Zeichnungen festhielt.

### Ernst Oppler auf dem Kunstmarkt

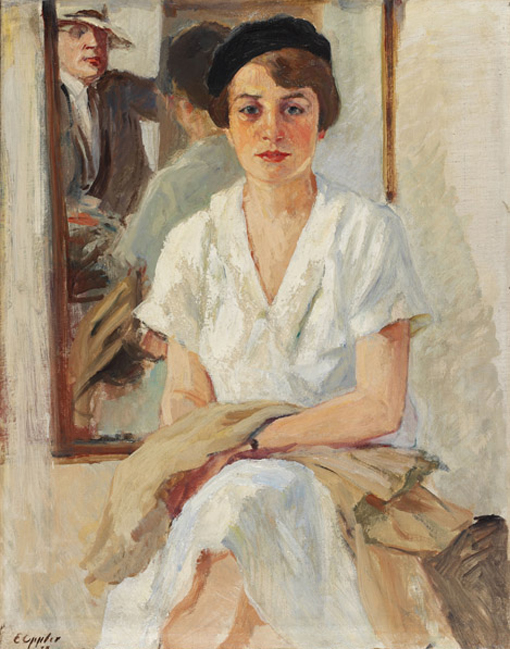
Der Maler und Jo, 1928

1917 beispielsweise kostete eine Zeichnung der Tamar Karsawina von Oppler 500 Mark. In einem Kommentar der Zeitschrift Kunst und Künstler zu einer Auktion im Inflationsjahr 1923 heißt es „Von den neueren wurden Kokoschka und Nolde ungefähr gleich bewertet mit 50–100000 Mark durchschnittlich. Für diesen Preis konnte man sich auch große Aquarelle von Pechstein kaufen. Oppler kostete so viel wie Orlik und Meid, etwa 25 bis 90000 Mark.“
Knapp zehn Jahre später, 1932, wurde die Sammlung von Leo Nachtlicht verkauft, die Limits wurden wie folgt festgelegt: Der Preis eines Ölbildes von Oppler betrug 150 RM, also etwa vergleichbar mit dem eines Aquarells von Emil Nolde, der eines kleineren Ölbildes von Franz Skarbina 100 RM, Ölbilder von Ludwig von Hofmann und Christian Rohlfs je 60 RM, Ölbilder von Paul Vorgang und Joseph Wenglein je 30 RM. Eine Zeichnung von Max Liebermann war auf 40 RM angesetzt, ein Aquarell von Kandinsky auf 75 RM, ein Aquarell von Franz Radziwill auf 50 RM, eine Lithographie von Käthe Kollwitz und eine von Signac auf je auf 20 RM, eine Mappe des Bauhauses mit acht signierten Blättern der Bauhausmeister auf 25 RM, ein Buch mit zehn signierten Radierungen von Oppler auf 40 RM, eine Mappe mit zehn signierten Radierungen von Franz Heckendorf auf 15 RM. Diese Vergleiche zeigen, dass sich schon zu Lebzeiten des Malers und noch am Ende der Weimarer Republik Ernst Opplers Werke im höheren Marktsegment befunden haben.
Trotzdem haben die Werke Opplers bisher nicht im selben Maß angezogen, wie die anderer bekannter deutscher Impressionisten. Auf Auktionen erreichen Werke seit etwa fünfzehn Jahren (Stand 2020) fünfstellige Beträge, darunter ein Badeleben 2004 bei Grisebach 28.320 Euro, die Seeterrasse im Sommer 14.000 CHF im Jahr 2005, Nachmittags am Strand von Dieppe in der Galerie Bassenge 2008 15.000 Euro und die Strandpromenade 15.000 Euro Zuschlagpreis bei Hauswedell & Nolte im selben Jahr sowie der Badestrand von Dieppe 20.000 Euro bei Ketterer Kunst in München im Jahr 2010. Die Chocolate Kiddies im Berliner Wintergarten wurden 2013 für 52.242 US-$ angeboten. Das Selbstporträt mit seiner Nichte Der Maler und Jo wurde 2014 für 27.500 Euro versteigert.
Gemessen an den Umständen wird das grafische Werk des Künstlers noch relativ häufig angeboten und ist bisher entsprechend niedrig dotiert. Dies war nicht immer so, in einer Fachzeitschrift von 1923 heißt es: „Daß von beliebten Graphikern die Radierungen manchmal ebenso teuer sind als Zeichnungen, bewiesen die Preise für Ernst Oppler: Eine Zeichnung zur ‚Pawlowa‘ kostete Mark 260.–“

## Ausgewählte Werke
Die Anzahl der Werke von Oppler kann nur geschätzt werden, wenngleich in einer Ausstellung in der Leipziger Kunsthandlung P. H. Beyer & Sohn „100 Original-Gemälde, ergänzt um Zeichnungen und Radierungen“ gezeigt wurden. Die 1993 erschienene und 1997 ergänzte Dissertation von Jochen Bruns über Ernst Oppler beschreibt 271 Gemälde und 531 Druckgraphiken.

### Gemälde

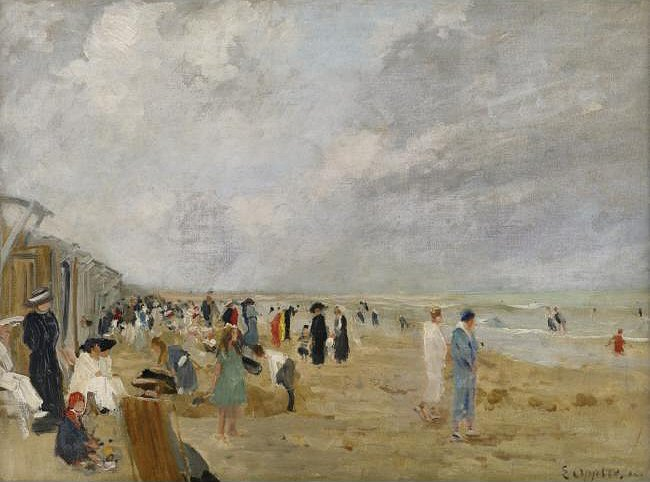
Am Strand von Dieppe, um 1910–12

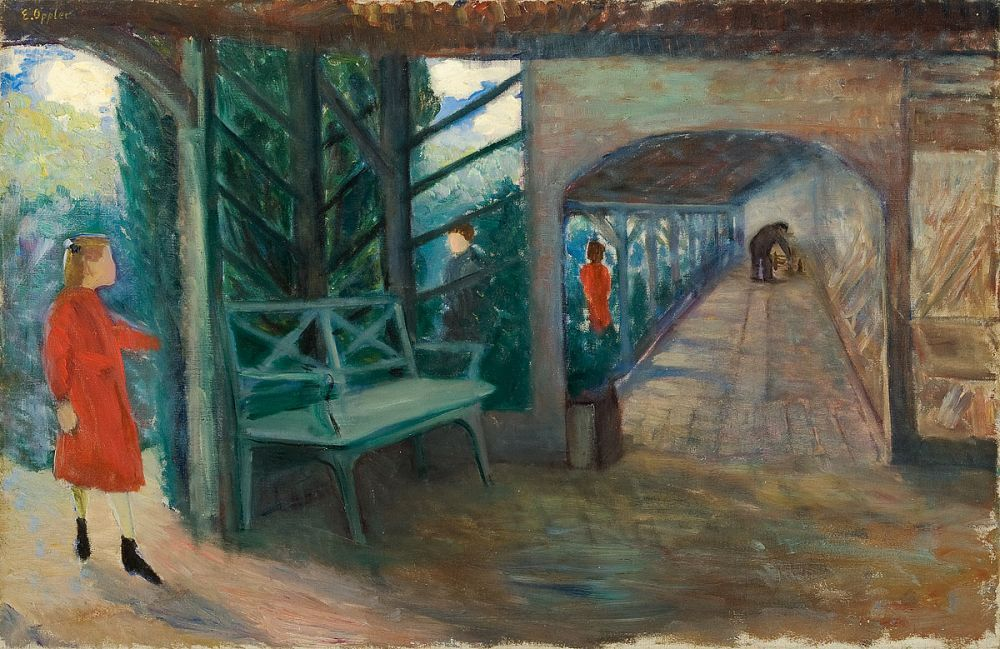
Drei Mädchen im Laubengang

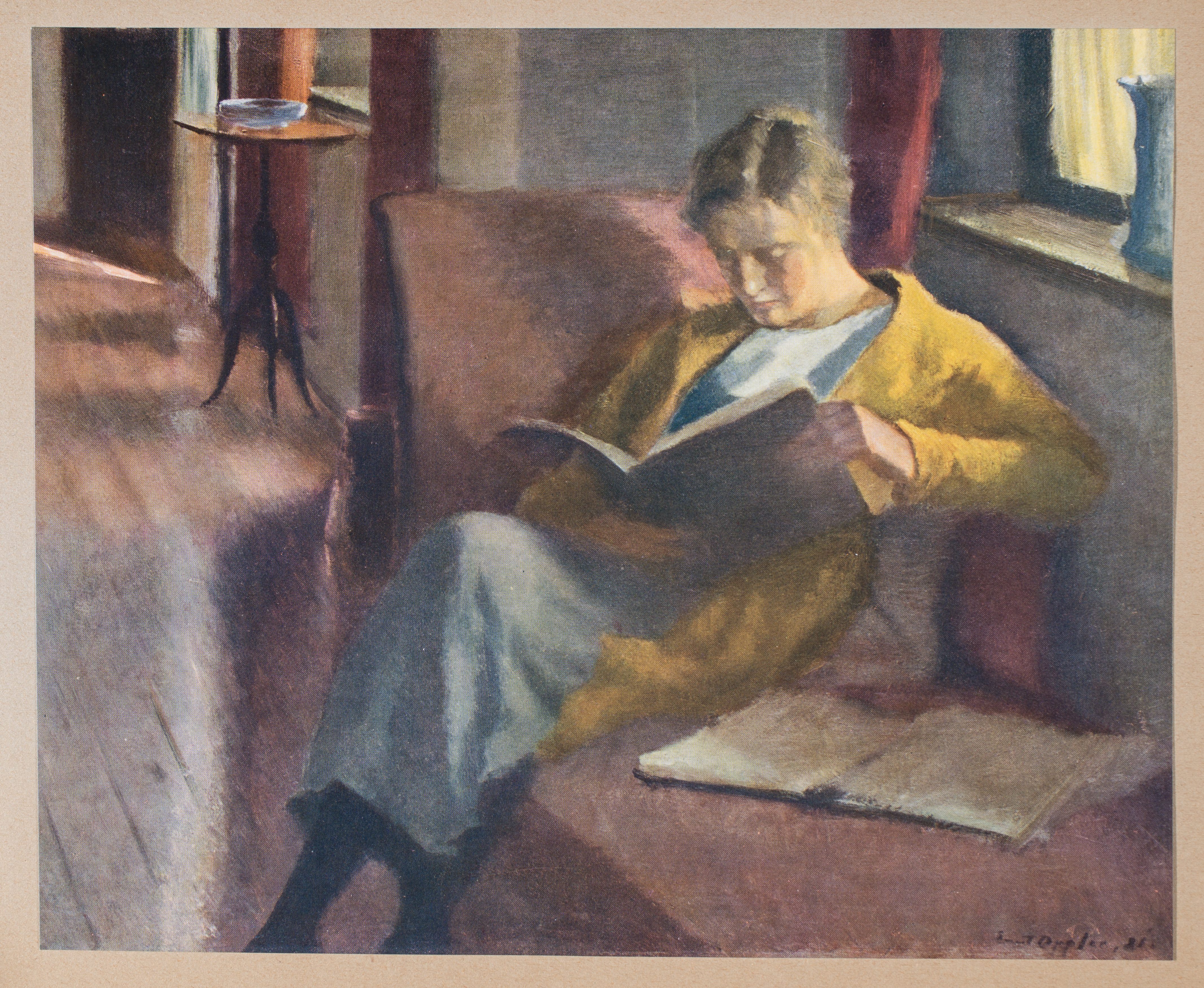
Lesendes Mädchen (in Niendorf), 1921 (verschollen)

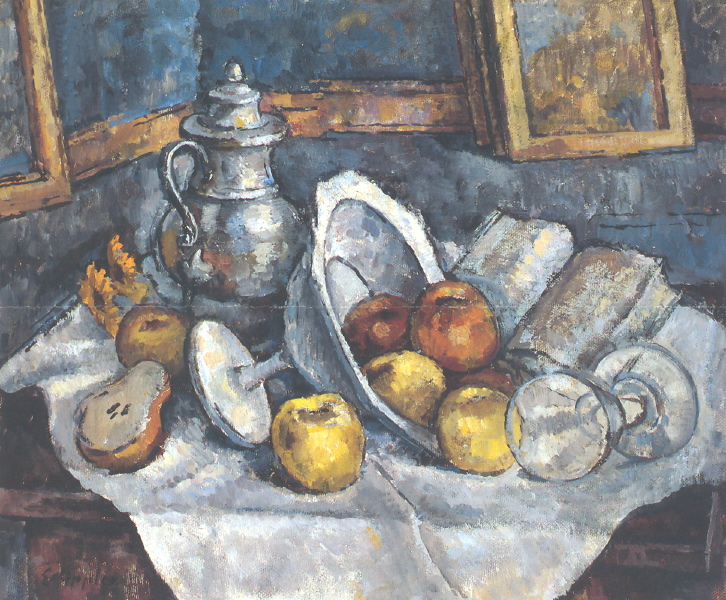
Stilleben

- Lautespielerin, Öl auf Leinwand, 1898
- Beim Gebet, Öl auf Leinwand H 97 × B64 cm, um 1900.
- Workers in shop, Öl auf Leinwand H 72 × B60 cm, um 1900.
- Zimmer, Öl auf Leinwand, 1900, Foosaner Art Museum, Melbourne Florida[64]
- Travemünde (Niederländische Stadtansicht mit Fluß und Booten), Öl auf Leinwand H 39 × B62 cm, um 1900.
- Der Ball (Le bal), Öl auf Leinwand, H 35,6 × B 45,6 cm, um 1900
- Der Brief, Öl auf Leinwand, gezeigt auf der Münchener Secession 1901, heute: Kestner-Museum, Hannover
- Porträt einer Dame (Ritratto di Signora), Öl auf Leinwand 1903 (gezeigt auf der Biennale in Venedig 1903)
- Porträt James Simon, Öl auf Leinwand 1904. Bis 2017 im Familienbesitz der Nachkommen von Simon, Schenkung durch den Urenkel David Westphal an die Stiftung Preussischer Kulturbesitz
- Bückeburger Bäuerinnen, Öl auf Leinwand 1905.
- Am Klavier, Öl auf Leinwand 1906, Wvz. Bruns G-55 (Reproduktion mit dem Titel Präludium als zeitgenössische Postkarte vermarktet).[65]
- Altes Kirchenportal, (ehemals Sammlung Eduard Arnhold, erworben bei Cassirer 1907)[66]
- Winterabend im Hafen, gezeigt auf der Kunstausstellung der Münchner Secession 1908
- Tennis in den Dünen, Öl auf Leinwand 1909, Telfair Museum of Art, Savannah, Georgia[67]
- Hinterhof mit drei Frauen, Öl auf Leinwand H 68,5 × B 48 cm
- Frau Hirth, Öl auf Leinwand (verwendet auch als Cover der Zeitschrift Jugend, Nr. 46, 1909)
- Altfrauenmarkt in Amsterdam, Öl auf Leinwand 37,4 × 46,2 cm, 1908 Niedersächsisches Landesmuseum Hannover
- Strassenszene im holländischen Dorf Sluis (Village market), Öl auf Leinwand H 46 × B61 cm, 1910.
- Drei Mädchen im Laubengang, Öl auf Leinwand H 55,5 × B 85,5 cm
- Ein Geigerpaar, gezeigt auf der Weltausstellung Brüssel International – 1910[68]
- Die Näherin, Öl auf Leinwand, Neue Pinakothek, München[69]
- Lesendes Mädchen, Öl auf Leinwand[70]
- A Man Standing Near the Door (Porträt von Paul Baum in St. Anne), Öl auf Leinwand 92 × 66, 1903 oder 1904, Tel Aviv Museum of Art[71]
- Selbstporträt, Öl auf Leinwand 93 × 98,5, Israel-Museum, Jerusalem[71]
- Doppelbildnis des Kommerzienrats Georg Spiegelberg und seiner Frau Caroline, Öl auf Leinwand, Niedersächsisches Landesmuseum Hannover
- A Market In A Continental Square, Öl auf Leinwand H 18,40 × B 24,20 cm
- Frauen und Kinder am Strand von Dieppe, Öl auf Leinwand H 23,5 × B 29,5 cm, 1910–12
- Am Badestrand von Dieppe (At the beach), Öl auf Leinwand H 45 × B61 cm, 1910.
- Schlosspark im Schnee (Winter 1910/11 im Bergpark Wilhelmshöhe Kassel)
- Kinderspiele am Strand von Ostende, (ehemals Sammlung Eduard Arnhold, erworben bei Cassirer 1912)[72]
- Feuerwerk, Öl auf Leinwand H 24 × B19 cm, 1910.
- Nachmittags am Strand von Dieppe, Öl auf Leinwand H 38,5 × B 61 cm, 1912.
- Stürmischer Tag am Strand von Blankenberghe, Öl auf Leinwand 62 × 338 cm, Tel Aviv Museum of Art
- Anna Pawlowa und Partner im Bacchanale, Öl auf Leinwand 1912, zwei Varianten, Deutsches Tanzarchiv Köln und Foosaner Art Museum, Melbourne Florida[64]
- Scheherazade, Öl auf Leinwand 1912, Foosaner Art Museum, Melbourne Florida[64]
- Synagoge in Ungarn, Öl auf Leinwand, Hecht-Museum Haifa
- Anna Pawlowa im Sterbenden Schwan, Serie von Ölbildern
- Strandpromenade (Festivities on the beach with a pier in the distance), Öl auf Leinwand H 38 × B 61,5 cm, 1913.
- Blick aus dem Fenster (evtl. das Werk „am Atelierfenster“), Öl auf Leinwand H 61 × B51 cm, Niedersächsisches Landesmuseum Hannover
- Lesende Kinder, Öl auf Leinwand 109 × 93,5 cm 1913, (Große Berliner Kunstausstellung Düsseldorf 1917, seit 1917 in der Nationalgalerie, Berlin)[73]
- Flußbrücke im Vorfrühling, Öl auf Leinwand H 39 × B 44,5 cm
- Mörser bei Tucholka, Öl auf Leinwand H 50 × B 65,5 cm, 1915, seit 2015 im Jüdischen Museum Berlin
- House and gardens (View of a house through a wooded garden), Öl auf Leinwand H 40,5 × B 30,5 cm
- Boxkampf (im Berliner Sportpalast), Öl auf Leinwand H 45 × B65 cm, Israel Museum Jerusalem
- Porträt Karl Schwarz, Öl auf Leinwand, 1920
- Frau Marie Luise Brewitt, Öl auf Leinwand H 92 × B 74,5 cm, 1920[74]
- Dame in Schwarz vor einer Vitrine, Öl auf Leinwand H 91,5 × B 74 cm 1922 (zeitweise im Ministerium für Finanzen der DDR, heute in der Nationalgalerie, Berlin)[75]
- Ballettprobe / Vor dem Auftritt, Öl auf Leinwand H 50 × B38 cm (1929, Ausstellung "Neuere Kunstwerke aus Dresdner Privatbesitz Kunstakademie, Brühlsche Terrasse. Sächsischer Kunstverein)
- Chocolate Kiddies im Berliner Wintergarten, Öl auf Leinwand, 50 × 66 cm, 1926.
- Frau im Kostüm, Öl auf Leinwand H 76 × B102 cm
- Abend an der Ostsee, Öl auf Leinwand H 50 × B65 cm
- Blick von der Terrasse auf die Kathedrale von Dieppe, Öl auf Leinwand H 47 × B62 cm
- Dutch street scene with figures, Öl auf Leinwand H 80 × B64 cm
- Woman in Orchard Reaching for Fruit, Öl auf Leinwand 1923, Foosaner Art Museum, Melbourne Florida[64]
- Rabbiner, Öl auf Leinwand H 61 × B46 cm
- Porträt Jan Doodt (Mann mit Hut), Öl auf Leinwand
- In Gedanken (Junges Paar an einem Tisch), Öl auf Leinwand H 50 × B59 cm
- Der Maler und Jo, Doppelporträt, Öl auf Leinwand H 64,5 × B 50,3 cm, 1928.
- Tennisplatz, Gemälde als deutscher Beitrag in den Kulturwettbewerben zu den Olympischen Spielen 1928 in Amsterdam.[76]
- Sommerlokal am Wasser mit zahlreichen Gästen, Öl auf Leinwand H 45 × B64 cm
- Stilleben (Tulpen) Niedersächsisches Landesmuseum für Kunst und Kulturgeschichte, Oldenburg
- Sommernachmittag am Strande von Dieppe der Stadt Berlin gilt als vermisst.[77]
- Windiger Morgen im Nordseebad, Öl auf Leinwand 38 cm × 60 cm, gilt als vermisst[78]
- Musik, Verbindung für historische Kunst, Berlin

Weitere Werke befinden sich beispielsweise in Museen in Venedig, Wiesbaden und Mannheim. Die Werke, welche sich in Paul Opplers Villa in den Isarauen befanden, wurden von ihm der Stadt München gestiftet.

### Aquarelle
- Feuerwerk, Aquarell auf Velin, H 24 × B 18,9 cm, 1911.
- Lichtbildvortrag in der Berliner Secession, Aquarell, 1917.[80]
- Der schwarze Geiger, Aquarell 1926.
- Spanische Tänzerin, aquarellierte Zeichnung H 26,6 × B 37 cm

### Radierungen, Lithographien und Zeichnungen
Das Deutsche Tanzarchiv Köln besitzt mehr als 1000 Skizzen und Zeichnungen sowie mehr als 1000 Radierungen (v. a. interessant durch die verschiedenen Druckzustände) von Ernst Oppler. Das Foosaner Art Museum in Melbourne, Florida, besitzt ebenfalls mehrere Hundert Blatt Graphik von ihm. Hier sind ein paar Beispiele aufgelistet, die auf andere öffentliche oder private Sammlungen verweisen.

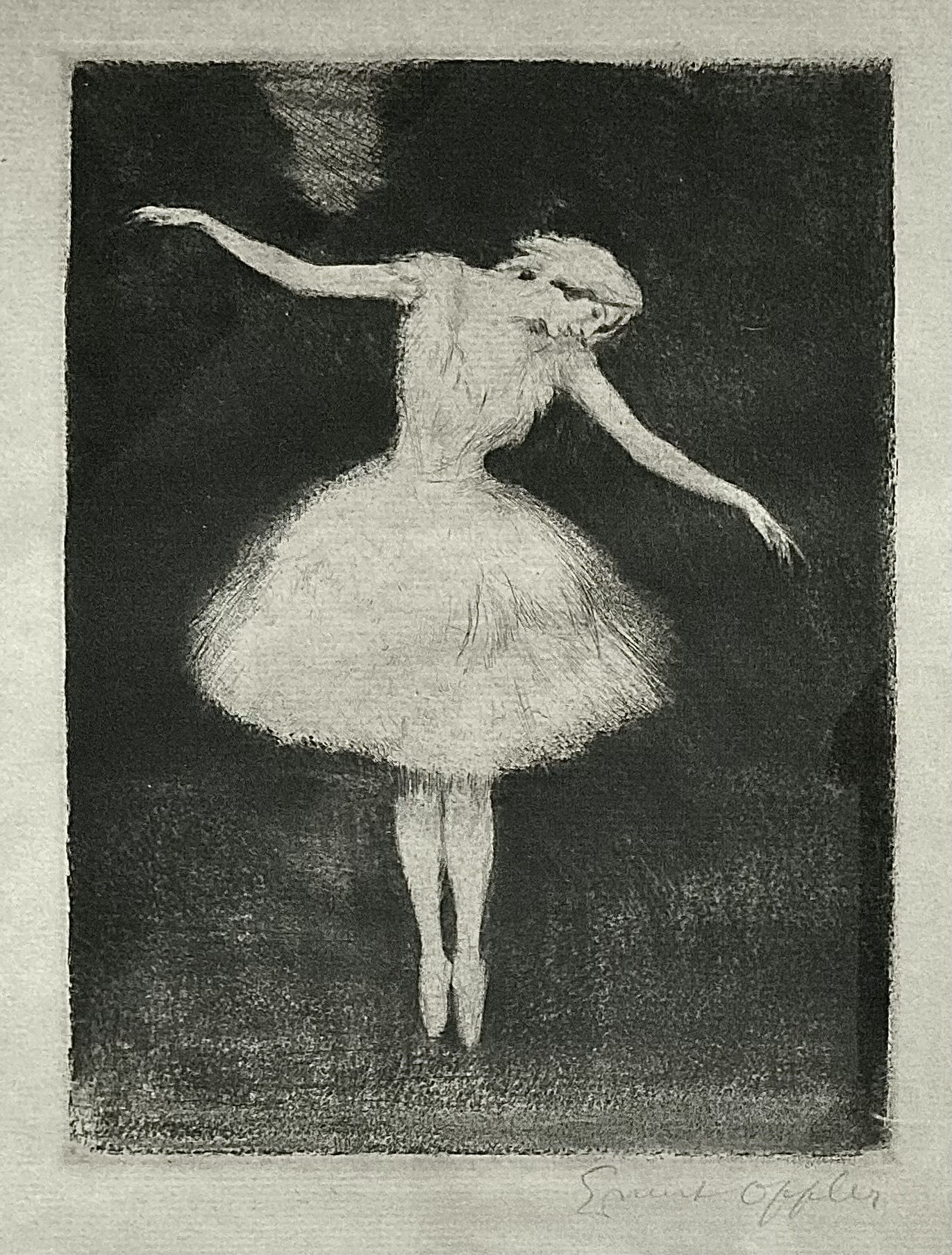
Anna Pawlowa, Sterbender Schwan im Ballett "Schwanensee", Ernst Oppler, um 1912, Privatsammlung F.W. Wien

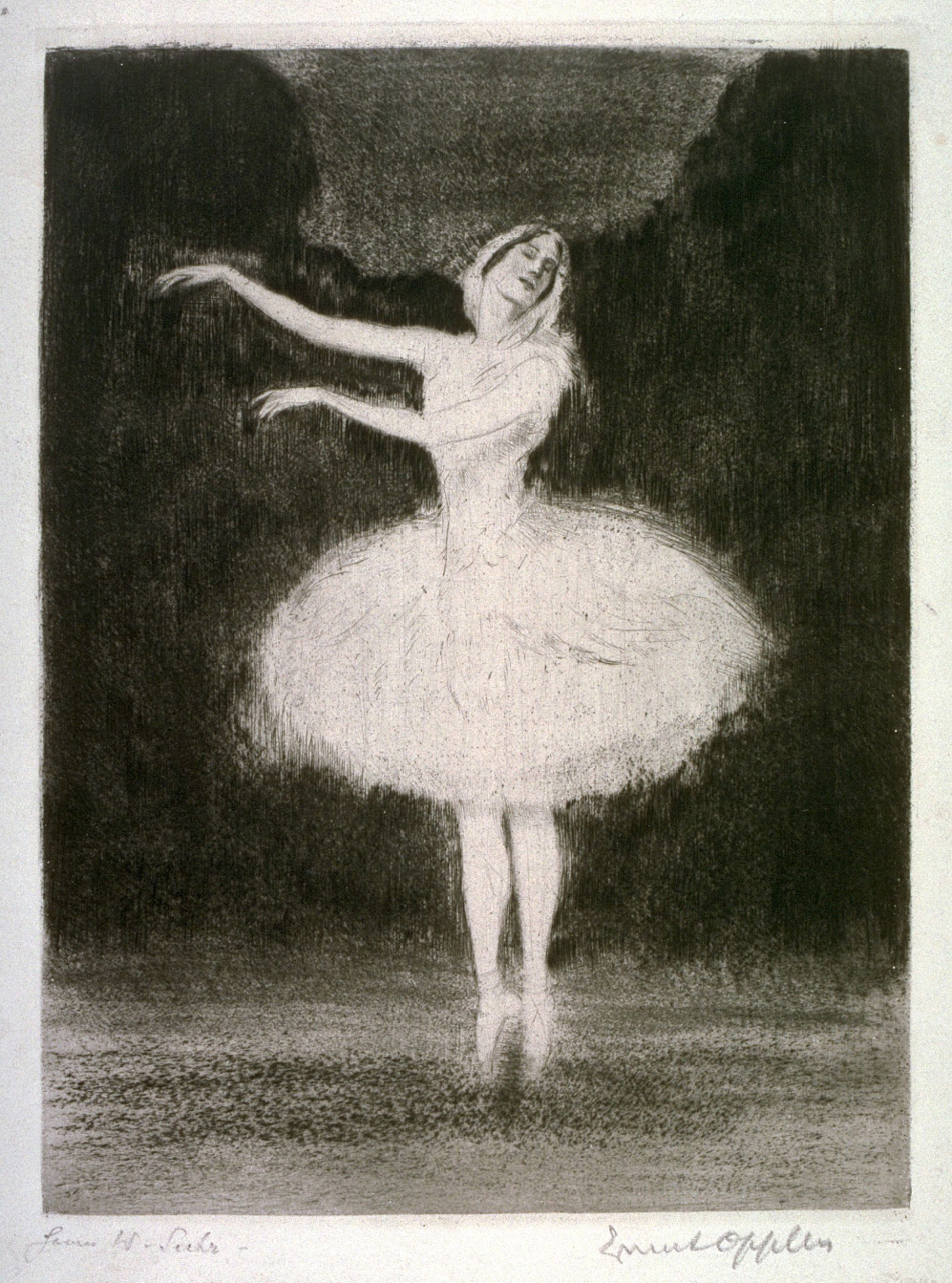
Anna Pawlowa im Sterbenden Schwan, San Francisco Museum of Modern Art

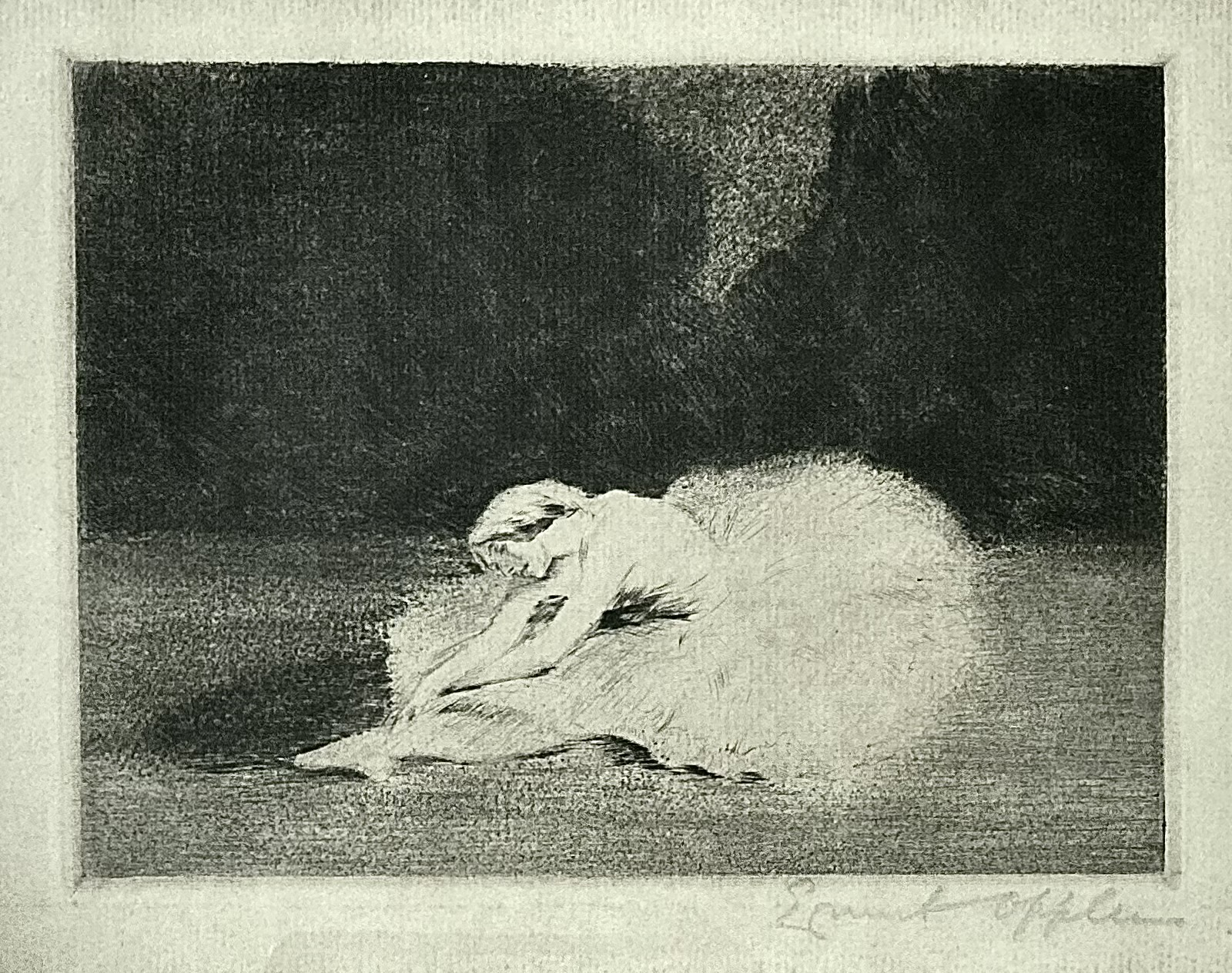
Anna Pawlowa, Sterbender Schwan im Ballett "Schwanensee", Ernst Oppler, um 1912, Privatsammlung F.W. Wien

- Carnaval, Bibliothèque nationale de France, Paris
- Vier Tänzerinnen des Russischen Balletts, kolorierte Zeichnung, Albertina, Wien
- Osterspaziergang, Museum Goethe-Haus, Frankfurt
- Selbstbildnis mit Schleife, Zeichnung Kunsthalle St. Annen, Lübeck
- Scheherezade Lithographie, Brooklyn Museum, New York[82]
- Arthur Nikisch, Radierung, Beethoven-Haus, Bonn[83]
- Allee in Dieppe (Kuja Dieppessä), H 10,5 × B 15,5 cm Finnische Nationalgalerie Ateneum[84]
- Lille: Ruine Lithographie, Metropolitan Museum of Art, New York[85]
- Lithographien im Deutschen Historischen Museum, Berlin[86]
- Lithographien im Georg-Kolbe-Museum, Berlin[85]
- Lithographien in den Harvard Art Museums[87]
- Hinter der Front der Kaiserlich Deutschen Südarmee, Mappe mit Lithographien, Jüdisches Museum Berlin.[88]
- The head is resting on a high blue cushion, Pastellzeichnung 25 × 17, Leo Baeck Institute, Art Collection
- Beach at Niendorf, Ostsee, with portrait of Ellen Oppler, Pastellzeichnung 33 × 26, Leo Baeck Institute, Art Collection
- Lithographien und Briefe, Stadtgeschichtliches Museum, Leipzig
- 8 Lithografien vornehmlich des russischen Balletts, Musée du Luxembourg, Paris[89]
- Probe zur Josephslegende, Radierung, 1914, Friderica Derra de Moroda Dance Archives, Salzburg

### Illustrationen und Gebrauchsgrafik
- Oppler illustrierte u. a. Schillers Geisterseher, E. T. A. Hoffmanns Musikalische Novellen und Oscar Wildes Florentinische Tragödie.
- Ernst Oppler war 1904 Preisträger des Preisausschreibens um Reklameentwürfe für Gemeinschaftswerbung von Ludwig Stollwerck und Otto Henkell. Weitere Preisträger waren Julius Diez, Ludwig Hohlwein und 19 andere Künstler.[90]
- Von Oppler stammen beispielsweise die Titelblätter der Zeitschrift Jugend Nr. 46/1909 und Nr. 10/1919.

## Ausstellungen (Auswahl)

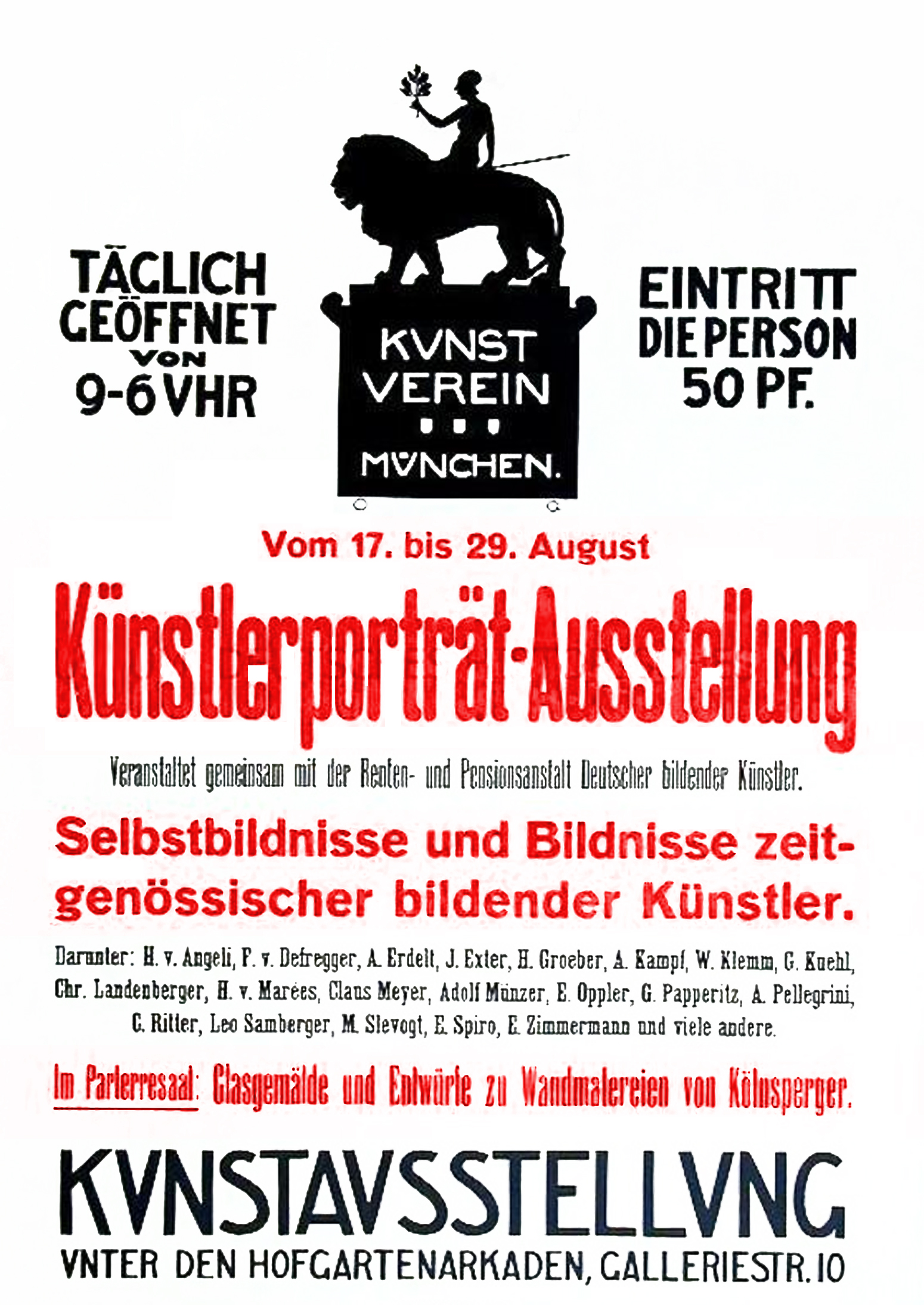
Eine der sezessionistischen Ausstellungen in den Münchener Hofarkaden, auf der Werke von Oppler gezeigt wurden

Seit 1892 wurden Werke von Oppler in über 100 Ausstellungen gezeigt, neben den Ausstellungen der Münchner und der Berliner Secession auf der 1., 2., 3., 4., 5. und 7. Biennale von Venedig, sowie u. a. auf folgenden Ausstellungen:
- 34th Exhibition of Modern Artists Glasgow, 1895.
- Gemeinschaftsausstellung des Kunstvereins Bremen, 1902.
- Nordwestdeutsche Kunst-Ausstellung, Oldenburg 1905.
- Ernst Oppler-Ausstellung, Kölnischer Kunstverein 1906.[92]
- Gemeinschaftsausstellung des Kunstvereins Hamburg, 1906.
- Exhibition of Contemporary German Paintings, Art Institute Chicago, 1907.[93]
- Ausstellung von Gemälden Adolf Seel’s, Ernst Oppler’s und J. G. Dreydorff’s, Kunstverein Wiesbaden 1907.[94]
- E. Oppler, Kölnischer Kunstverein 1910.[95]
- Ernst Oppler, Museumsverein Aachen 1910.
- Ernst Oppler: Radierungen und Lithographien, Kestner-Museum Hannover 1916.
- Graphische Blätter von Ernst Oppler, Erfurt 1917.[96]
- Ernst Oppler: Ballett, Ausstellung bei Fritz Gurlitt, Berlin 1925.
- Ernst Oppler: Ballett, Gemälde, Pastelle und Graphik, Kunstsalon Hermann Abels, Köln 1925.[97]
- Ernst Oppler: Das Ballett. P. H. Beyer und Sohn, Leipzig 1925.
- Ernst Oppler »Tanz und Kunst«, 1926.
- Ernst Oppler, Kölnischer Kunstverein 1927.
- Ernst Oppler, Hotel Jean Charpentier, Paris 1927.
- Gedächtnis-Ausstellung Ernst Oppler, Berliner Secession 1929 und Neue Pinakothek München 1929.
- Ernst und Alexander Oppler, Jüdisches Museum Berlin 1937.
- Ernst Oppler-Ausstellung, Ballett anläßlich seines 30. Todestages, Deutsches Theatermuseum, München und Tanzarchiv Hamburg 1959, sowie Kunstverein Hannover im Opernhaus Hannover 1960.
- Ernst Oppler: Pastelle, Handzeichnungen und Graphik, Graphisches Kabinett der Galerie Pels-Leusden, Berlin (West) 1977.
- Ernst Oppler Radierungen, Galerie Conzen Düsseldorf 1978.
- Ernst Oppler, Städtebund-Ausstellungen des Kunstvereins für die Rheinlande und Westfalen 1979.
- Ernst Oppler: (Hannover 1867–1929 Berlin), Niedersächsisches Landesmuseum Hannover, Landesgalerie 1984.
- Ernst Oppler. Selected etchings from the permanent collection, Brevard Art Center and Museum, Melbourne/Florida 1989.
- Ernst Oppler, 1867–1929: Select paintings and graphic works from the Israeli collections, Mishkan Le'Omanut Museum of Art, Ein Harod 1992.
- Die Ballets Russes in der Berliner Kunst, Georg-Kolbe-Museum 1997.
- Ernst Oppler: German Impressionist, Foosaner Art Museum, Melbourne/Florida 2012.
- Berliner Impressionismus – Werke der Secession aus der Berliner Nationalgalerie, 2012–2014.
- Berliner Secession und Russisches Ballett: Ernst Oppler, Deutsches Tanzarchiv Köln 2017.
- Berliner Secession und Russisches Ballett: Ernst Oppler, Deutsches Tanzarchiv Köln im Kunsthaus Stade 2018.